# Les Chroniques de Xiaolin
 (décembre 2019).
Xiaolin Showdown
Les Chroniques de Xiaolin (Xiaolin Chronicles) est une série télévisée d'animation américaine en 26 épisodes de 22 minutes, diffusée entre le 26 août 2013 et le 26 mars 2014 sur Disney XD. 
En France, la série est diffusée en 2014 sur Canal J et sur Gulli.

## Synopsis
Les moines de Xiaolin sont de retour, prêts à sauver le monde à la seule force de leur kung-fu. Ping Pong, jeune apprenti européen plein de fougue, rejoint nos héros et leur dragon magique, dans leur quête de puissants talismans, les Shen Gong Wu, qu’il faut impérativement découvrir avant les Forces du Mal ! L’enjeu est de taille car, dans sa soif de vengeance, le guerrier Heylin Dragon Chase Young resserre son étau et menace de plonger le monde dans les ténèbres éternelles...

## Personnages
- Omi : le dragon d'eau
- Kimiko : le dragon du feu
- Raymundo : le dragon du vent
- Clay : le dragon de terre
- Imo (Ping pong) : le dragon du bois
- Maître Fung : le maître
- Jack Spicer : l'ennemi des Xiaolins
- Chase Young : le pire ennemi des Xiaolins

## Épisodes

### Saison 1 (2013-2015)
1. À la recherche du nouveau moine
2. Une fille nommée Willow
3. La Chute de Xiaolin
4. L'Ami Rey Bleu et les Lapins d'or
5. Les Évadés de Xiaolin
6. Les Lois de la nature
7. La Folie de Tokyo
8. Ping Pong sort de ses gonds
9. L'Étalon magique et les Mystères de l'Ouest
10. Princesse Kaila de la montagne aux mille strates
11. Mi Temple, Mi Casa
12. Tigresse Woo
13. Au cœur d'Heylin
14. Guéris-moi
15. Rocco
16. Le Masque du Singe Vert
17. La planète des dragons
18. Super bouse de vache
19. Chase Young pond un œuf
20. Attiré par le Mal
21. Omi sauve Noël
22. Qui a rétréci Maître Fung ?
23. En chair et en os
24. L'Appel du dragon
25. La Marque de l'Esprit du Dragon
26. Vole, dragon, vole !

## Distribution (voix)

### Voix françaises
- Nathalie Bienaimé : Omi
- Anouck Hautbois : Kimiko
- Sylvain Agaësse : Raimundo
- David Gasman : Clay
- Sylvain Lemarié : le maître Fung
- Martial Le Minoux : Jack Spider
- Christophe Peyroux : Dojo
- Coco Noël : Wuya
- Boris Rehlinger : Chase Young

Note : Seuls Anouck Hautbois et Boris Rehlinger ont repris leurs personnages de la série originale.
- Version française
  - Studio de doublage : Audi'Art
  - Direction artistique : Coco Noël